# Beate Meinl-Reisinger
Beate Meinl-Reisinger (ur. 25 kwietnia 1978 w Wiedniu) – austriacka polityk, prawniczka i samorządowiec, parlamentarzystka, od 2018 przewodnicząca partii NEOS, od 2025 minister spraw zagranicznych.

## Życiorys
W 2002 ukończyła studia prawnicze na Uniwersytecie Wiedeńskim. W 2003 uzyskała magisterium z europeistyki na Donau-Universität Krems. W różnych okresach pracowała w austriackiej federalnej izbie gospodarczej (Wirtschaftskammer Österreich). Była związana z Austriacką Partią Ludową. Współpracowała z eurodeputowanym Othmarem Karasem, pracowała w gabinecie sekretarza stanu w resorcie gospodarki i w wiedeńskich strukturach ÖVP.
Zaangażowała się później w działalność polityczną w ramach utworzonej w 2012 partii NEOS, objęła funkcję wiceprzewodniczącej tego ugrupowania. W wyborach w 2013 uzyskała mandat deputowanej do Rady Narodowej XXV kadencji. W 2015 została natomiast wybrana do landtagu i rady miejskiej Wiednia. W 2017 ponownie uzyskała miejsce w niższej izbie austriackiego parlamentu, ale zrezygnowała z jego objęcia.
W czerwcu 2018 zastąpiła Matthiasa Strolza na funkcji przewodniczącego partii NEOS. W tym samym roku powróciła do Rady Narodowej. W wyborach w 2019 otwierała listę federalną swojego ugrupowania, utrzymując mandat deputowanej na kolejną kadencję. Po raz kolejny została wybrana do niższej izby parlamentu w 2024.
W 2025 jej ugrupowanie zawarło koalicję z ludowcami i socjaldemokratami. W marcu 2025 Beate Meinl-Reisinger objęła urząd ministra spraw zagranicznych i europejskich w powołanym wówczas gabinecie Christiana Stockera.